# Kyle Kuric
Kyle Kuric (Evansville, Indiana, 25 de agosto de 1989) es un jugador de baloncesto estadounidense con pasaporte eslovaco. Con 1,93 de estatura, su puesto natural en la cancha es el de escolta, actualmente pertenece al Morabanc Andorra de la Liga Endesa.

## Trayectoria deportiva

### Universidad
Jugó durante cuatro temporadas con los Cardinals de la Universidad de Louisville, en las que promedió 8,3 puntos, 3,2 rebotes y 1,4 triples por partido.

### Profesional
No es elegido en Draft de la NBA de 2012 por ningún equipo, y decide dar el salto a Europa, siendo el C. B. Estudiantes su primer equipo como profesional, juega en el equipo madrileño dos temporadas promediando 12,4 puntos y 2,7 rebotes. En agosto de 2014 ficha por el C. B. Gran Canaria por 2 temporadas.
El 3 de noviembre de 2015 el club informó que Kuric padecía un meningioma en el cerebro y debía someterse a una operación para su extracción en el Centro Médico Teknon de Barcelona. Pocos días después tuvo que ser intervenido por segunda vez, debido a derrames a causa del excesivo fluido que se alojaba en su cerebro, lo que provocó un edema, operación de la cual evolucionó favorablemente. El 13 de noviembre se confirmó que el tumor era benigno y su salida del centro clínico pocos días más tarde. Su regreso a los entrenamientos se produjo el 3 de marzo de 2016.
Volvió a jugar el 10 de abril ante el Valencia Basket. En agosto de 2016 renovó por una temporada más con el Granca. Dicha temporada 2016-17 la comenzó con el título de la Supercopa, siendo elegido MVP del torneo.En julio de 2017 abandonó el club canario para marchar al Zenit de San Petersburgo, con el que disputó la VTB United League y la Eurocup.
Tras un año en la liga rusa volvió a la ACB fichando por el F. C. Barcelona Lassa. En junio de 2023 finalizó su contrato con el conjunto blaugrana, tras cinco años en los que disputó 359 partidos y consiguió 3 Copas del Rey, 2 Ligas ACB y 2 Ligas Catalanas.
El 29 de junio de 2023, regresó al Zenit de San Petersburgo. El 25 de julio de 2024 fichó por dos temporadas en el Morabanc Andorra de nuevo en ACB.

## Palmarés

### F. C. Barcelona
- Liga ACB (2): 2021, 2023.
- Copa del Rey (3): 2019, 2021 y 2022

### Gran Canaria
- Supercopa de España de Baloncesto (1): 2016

### Consideraciones individuales
- MVP Supercopa de España (1): 2016
- Quinteto Ideal de la Eurocup (3):
  - Segundo Quinteto (1): 2014-15, 2016-17 y 2017-18